# Xanthe Scopulus
Lo Xanthe Scopulus è una struttura geologica della superficie di Marte.